# George Hamilton (futebolista)
George Hamilton (Irvine (Escócia), 7 de dezembro de 1917 - maio e 2001) foi um futebolista escocês que atuava como atacante.

## Carreira
George Hamilton fez parte do elenco da Seleção Escocesa de Futebol, na Copa do Mundo de  1954.